# Thomas William Allies
Thomas William Allies (Midsomer Norton, Somerset, 12 de fevereiro de 1813 — Londres, 17 de junho de 1903) foi um historiador inglês especialista em assuntos religiosos. Foi um dos clérigos anglicanos que se transferiu para a Igreja Católica no início do período do Movimento de Oxford.

## Biografia
Allies nasceu em Midsomer Norton, Somerset e foi educado por um curto período na Bristol Grammar School e, em seguida, no Eton College, onde foi o primeiro vencedor da Newcastle Scholarship em 1829, e no Wadham College, Oxford, do qual se tornou um companheiro em 1833. Em 1840 o bispo Charles Blomfield de Londres nomeou-o seu capelão e apresentou-o à reitoria de Launton, Oxfordshire, da qual renunciou em 1850 ao tornar-se um católico romano. Allies foi nomeado secretário do comitê da escola católica dos pobres em 1853, cargo que ocupou até 1890. Morreu em Londres.

## Obras
Sua obra principal foi The Formation of Christendom (Londres, 8 vols., 1865-1895). Seus outros escritos são: Allies, Thomas William (1871). St. Peter, His Name and His Office, as Set Forth in Holy Scripture. [S.l.: s.n.]; Allies, Thomas William (1850). The See of St. Peter. [S.l.: s.n.]; Per Crucem ad Lucem (2 vols., 1879). Eles passaram por muitas edições e foram traduzidos para várias línguas.